# Ri Jun-il
Ri Jun-il (* 24. August 1987 in Kaesŏng) ist ein nordkoreanischer Fußballspieler.

## Karriere
Ri tritt international als Spieler der Sportgruppe Sobaeksu in Erscheinung, einem Klub der Koreanischen Volksarmee.
Er kam als einziger Spieler der nordkoreanischen Nationalmannschaft in allen 16 Qualifikationsspielen für die WM 2010 zum Einsatz. Dabei bildete er mit Cha Jong-hyok, Pak Nam-chol und Ri Kwang-chon die Abwehrreihe, die in den 14 Partien der 2. und 3. Qualifikationsrunde 10-mal ohne Gegentreffer blieb und damit die Basis für den Erfolg bildete.
Für die nordkoreanische U-23-Auswahl spielte er 2007 mehrfach in der Olympiaqualifikation, scheiterte aber mit dem Team in der letzten Qualifikationsphase. 2008 gehörte Ri zum Finalaufgebot bei der Ostasienmeisterschaft 2008, 2010 verpasste er mit dem Team überraschend die Finalrunde.